# Brachyneurina arsenjevi
Brachyneurina arsenjevi är en tvåvingeart som först beskrevs av Fedotova 2004.  Brachyneurina arsenjevi ingår i släktet Brachyneurina och familjen gallmyggor. Inga underarter finns listade i Catalogue of Life.